# Код аеропорту ІКАО

Прапор ІКАО

Код аеропорту ІКАО — чотирилітерний унікальний індивідуальний ідентифікатор, що привласнюється аеропортам світу Міжнародною організацією цивільної авіаці (англ. International Civil Aviation Organization, ICAO). Дані коди використовуються авіакомпаніями, органами управління повітряним рухом, метеорологічними службами для передачі аеронавігаційної і метеорологічної інформації по аеропортах, планів польотів (флайт-планів), позначення цивільних аеродромів на радіонавігаційних картах, а також як адреси аеропортів в міжнародній мережі телеграфного авіаційного зв'язку AFTN. Коди ІКАО мають регіональну структуру: як правило, використовується двохлітерний префікс країни, де перша літера привласнюється групі країн розташованих поруч, друга літера визначає конкретну країну в групі. Останні дві літери коду визначають аеропорт в цій країні. Винятком є великі країни (Австралія, Канада, Китай, Росія, США), на кожну з яких виділений однолітерний префікс, а останні три літери визначають аеропорт.
Окрім коду ІКАО, багато аеропортів мають код ІАТА — трилітерний код, що привласнюється аеропортам світу Міжнародною асоціацією повітряного транспорту (ІАТА).
Невеликі аеропорти (особливо аеропорти місцевих повітряних ліній) можуть не мати ні коду ІКАО, ні коду ІАТА.

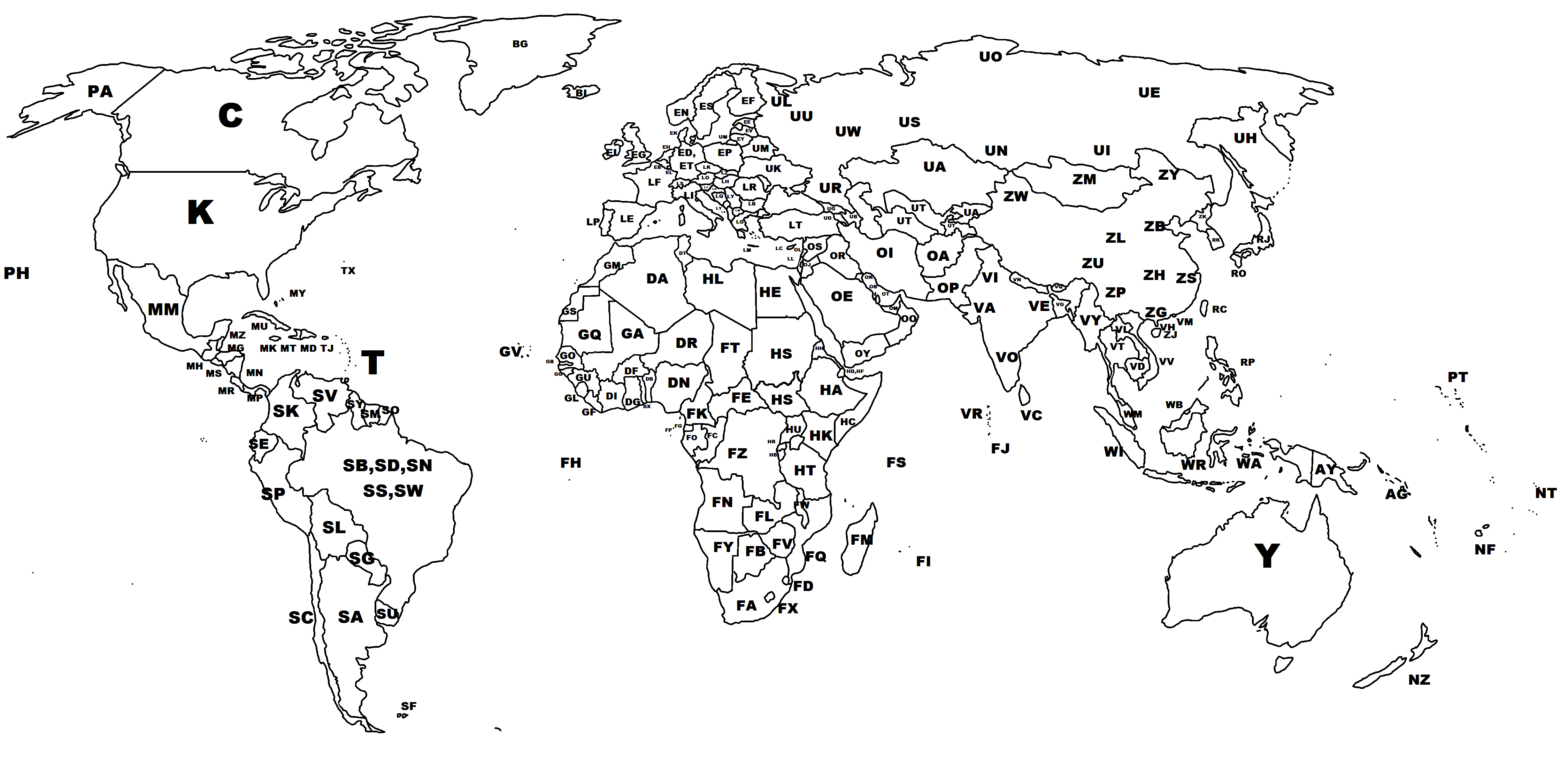
Карта країн і територій із зазначенням використовуваного на них префікса коду аеропорту ІКАО.